# Ruj
Ruj (Cotinus) je rod rostlin z čeledi ledvinovníkovité. Jsou to dřeviny s jednoduchými, dlouze řapíkatými listy. Květy jsou drobné, uspořádané v bohatých, nápadně jemných a vzdušných květenstvích. Rod zahrnuje 5 nebo 7 druhů a je rozšířen v Evropě, Asii a Severní Americe. Ve střední a jižní Evropě roste ruj vlasatá, na území České republiky však její přirozený areál již nezasahuje. Ruj vlasatá a v menší míře i ruj americká se pěstuje v různých kultivarech jako okrasný keř. Je zdrojem silic a tříslovin. Má význam v lidovém lékařství zejména na Balkánu a potenciál využití v klinické medicíně.

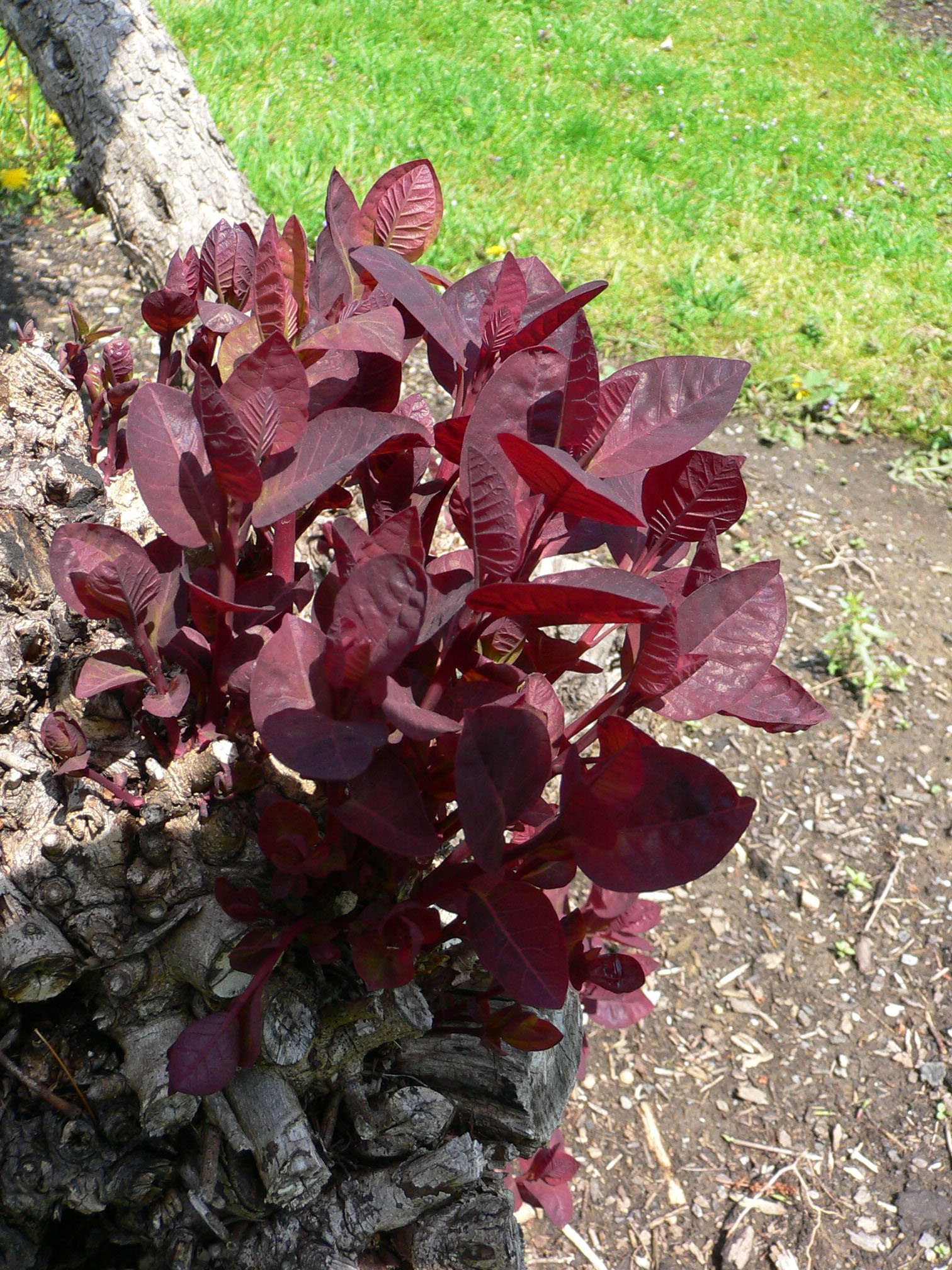
Červenolistý kultivar ruje vlasaté

## Popis
Ruje jsou keře nebo nízké stromy. Rostliny mají žluté dřevo a při porušení roní štiplavě čpící šťávu. Listy jsou jednoduché, střídavé, celokrajné nebo lehce pilovité, s tenkými a dlouhými řapíky. Květy jsou drobné, oboupohlavné nebo funkčně jednopohlavné, pětičetné, dlouze stopkaté, ve vrcholových latách nebo vrcholících. Kalich je vytrvalý, s vejčitě kopinatými laloky. Koruna je asi 2× delší než kalich, složená z 5 korunních lístků. Tyčinek je 5 a jsou kratší než korunní lístky. Semeník obsahuje jedinou komůrku s 1 vajíčkem a nese 3 čnělky. Plodem je drobná peckovice.

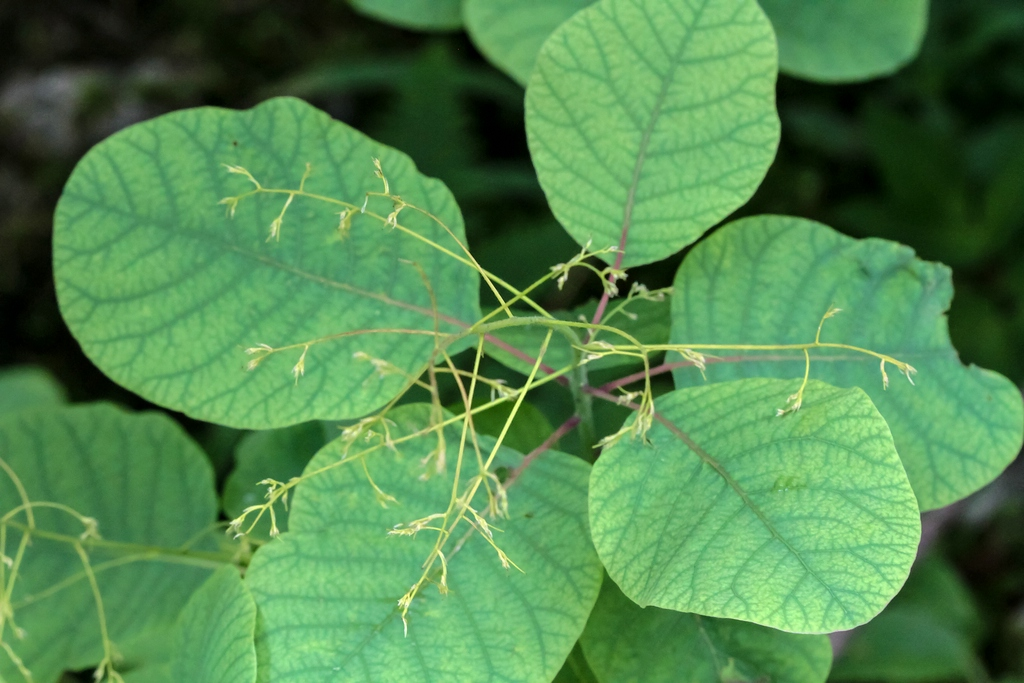
Listy ruje vlasaté
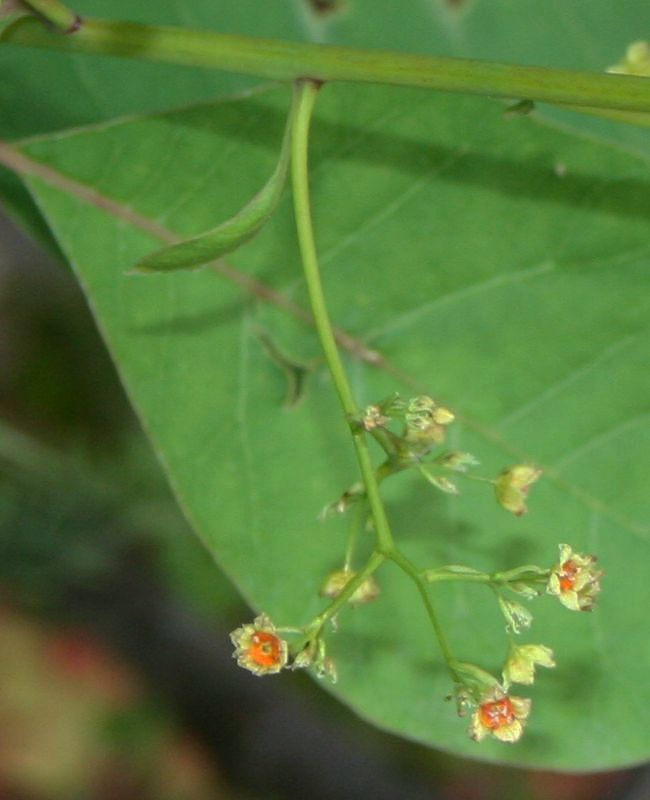
Detail květů ruje vlasaté
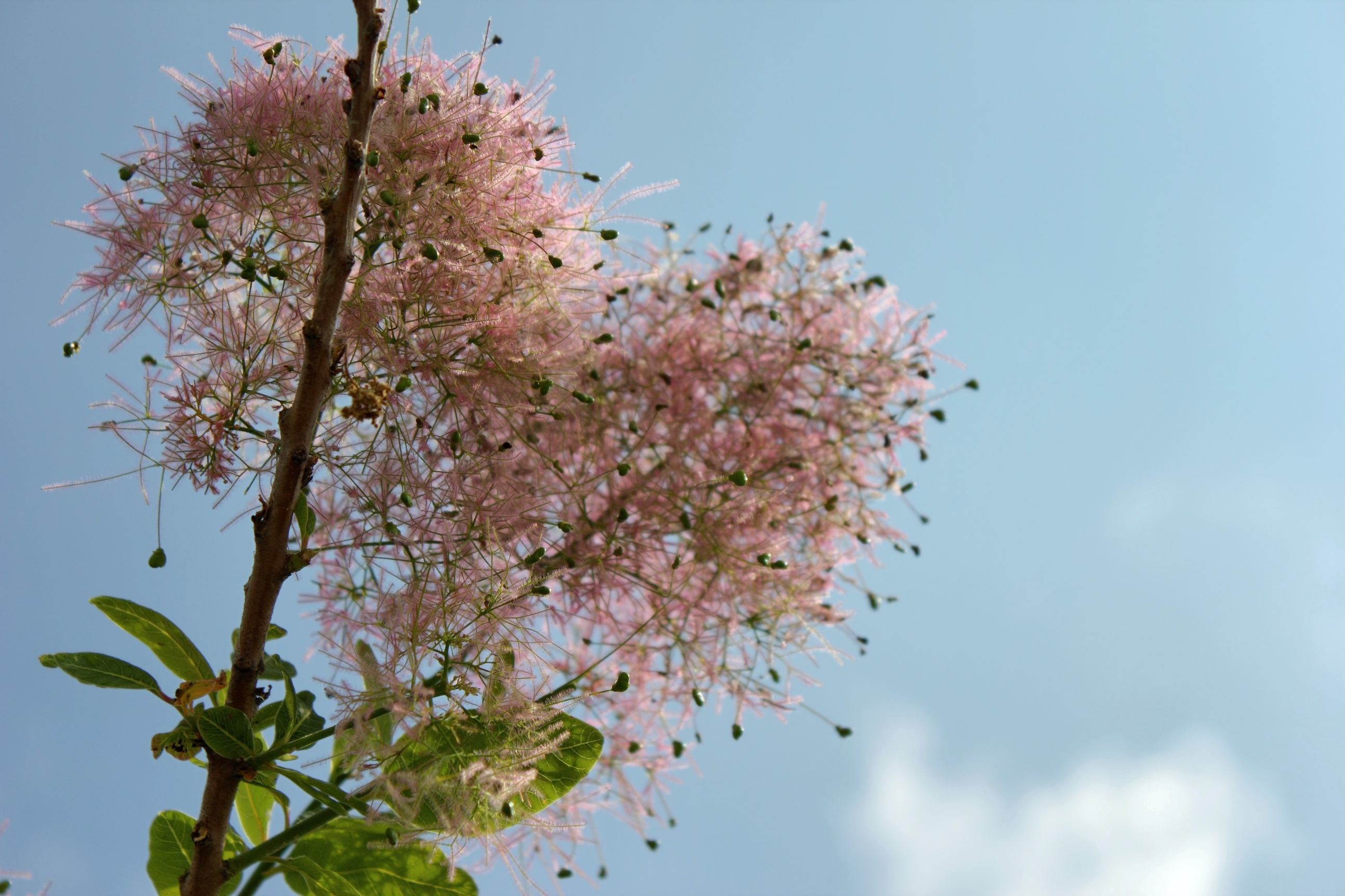
Plodenství ruje

## Rozšíření
Rod ruj zahrnuje 7 druhů. Je rozšířen v Evropě, Asii a Severní Americe. V Evropě roste jediný druh, ruj vlasatá. Je rozšířena ve střední a jihovýchodní Evropě a její areál dosahuje až do Číny a Indie. V Evropě zasahuje nejdále na sever v Rakousku a Německu. V České republice se již přirozeně nevyskytuje.

### Přehled druhů a jejich rozšíření
- Cotinus carranzae – Mexiko
- Cotinus chiangii – Mexiko
- Cotinus coggygria – střední a jižní Evropa, jižní Rusko, Kavkaz, jihozápadní Asie, Himálaj, Čína
- Cotinus kanaka – Indie
- Cotinus nanus – Čína (Jün-nan)
- Cotinus obovatus – USA (Alabama, Arkansas, Georgie, Kentucky, Missouri, Oklahoma, Tennessee, Texas)
- Cotinus szechuanensis – Čína (S’-čchuan)[2]

## Taxonomie
Rod Cotinus náleží do skupiny rodů blízce příbuzných rodu Rhus (škumpa), někdy označované jako Rhus s. l.
Podle výsledků fylogenetických studií jsou nejblíže příbuznými rody monotypické americké rody Actinocheita a Malosma. Všechny tyto tři rody pak společně tvoří sesterskou větev rodu Rhus.
V české literatuře se někdy uvádí, že rod Cotinus má jen dva druhy: C. coggygria a C. obovata. Jedná se o zastaralou informaci. V roce 1916 byl popsán z Číny endemický druh C. nanus, v roce 1958 C. szechuanensis. Mexický druh C. chiangii byl do rodu Cotinus přeřazen z rodu Rhus v roce 1999; ve stejném roce byl popsán další mexický druh C. carranzae. O rok později byl popsán nový druh z Indie, C. kanaka.

## Obsahové látky a jedovatost
Mezi hlavní obsahové látky ruje vlasaté náležejí polyfenoly, třísloviny a flavonoidy. V extraktech z květů a listů je v hojné míře přítomna kyselina gallová a její deriváty. V silici bylo identifikováno 38 různých monoterpenů a seskviterpenů, mezi nimiž převažuje limonen a pinen.
Ruj vlasatá má vzhledem k blízké příbuznosti s jedovatcem a škumpou pověst jedovaté rostliny, v medicínské studii však nebyl toxický účinek prokázán a na Balkáně je používána jako léčivá rostlina.
Při manipulaci s rostlinou byly zaznamenány řídké případy kontaktní dermatitidy.

Kyselina gallová
Limonen

## Zástupci
- ruj americká (Cotinus obovata)
- ruj vlasatá (Cotinus coggygria)[5]

## Význam
Ruj vlasatá je pěstována v různých kultivarech jako okrasný keř. Řidčeji se pěstuje ruj americká, případně i kříženec obou druhů. Ruje jsou ceněné zejména pro zajímavá nadýchaná květenství a podzimní zbarvení. Vysazují se zpravidla jako solitéry. Mezi nejčastěji pěstované kultivary náleží zejména C. coggygria 'Royal Purple' s červenými listy. Pěstují se i zlatolisté kultivary (např. 'Golden Spirit').
Ruj vlasatá je komerčně pěstována jako zdroj kvalitních tříslovin a vonných silic. Kořeny jsou používány k barvení kůže a oblečení na žluto. Na Balkáně je ruj vlasatá široce využívána v lidové medicíně. Četnými klinickými zkouškami bylo prokázáno široké spektrum účinků, zahrnující antivirotické, antibakteriální, antimykotické, protizánětlivé a protirakovinné působení silice či extraktů z této rostliny.

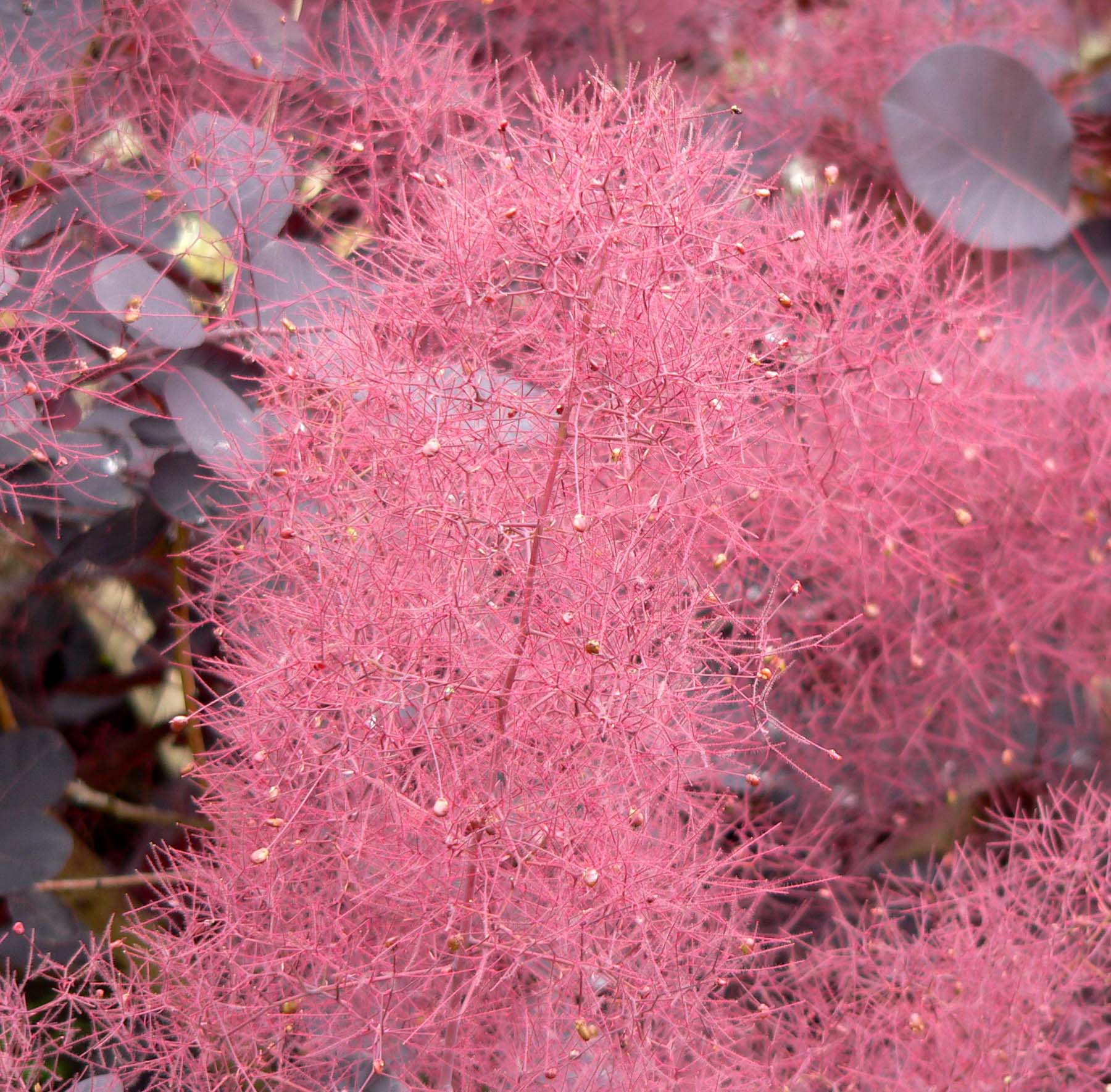
C. coggygria 'Velvet Cloak'
Bohatě plodící ruj vlasatá
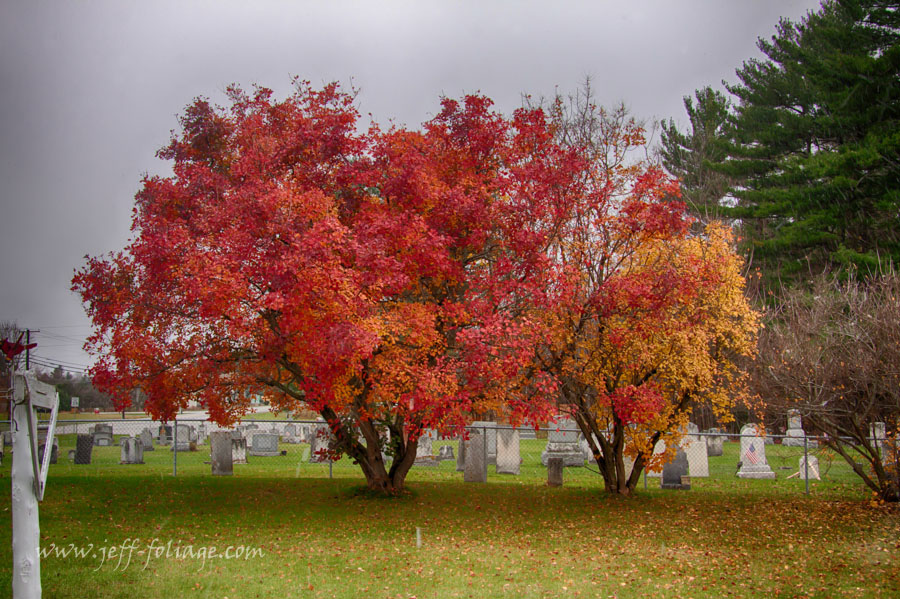
Podzimní zbarvení ruje americké
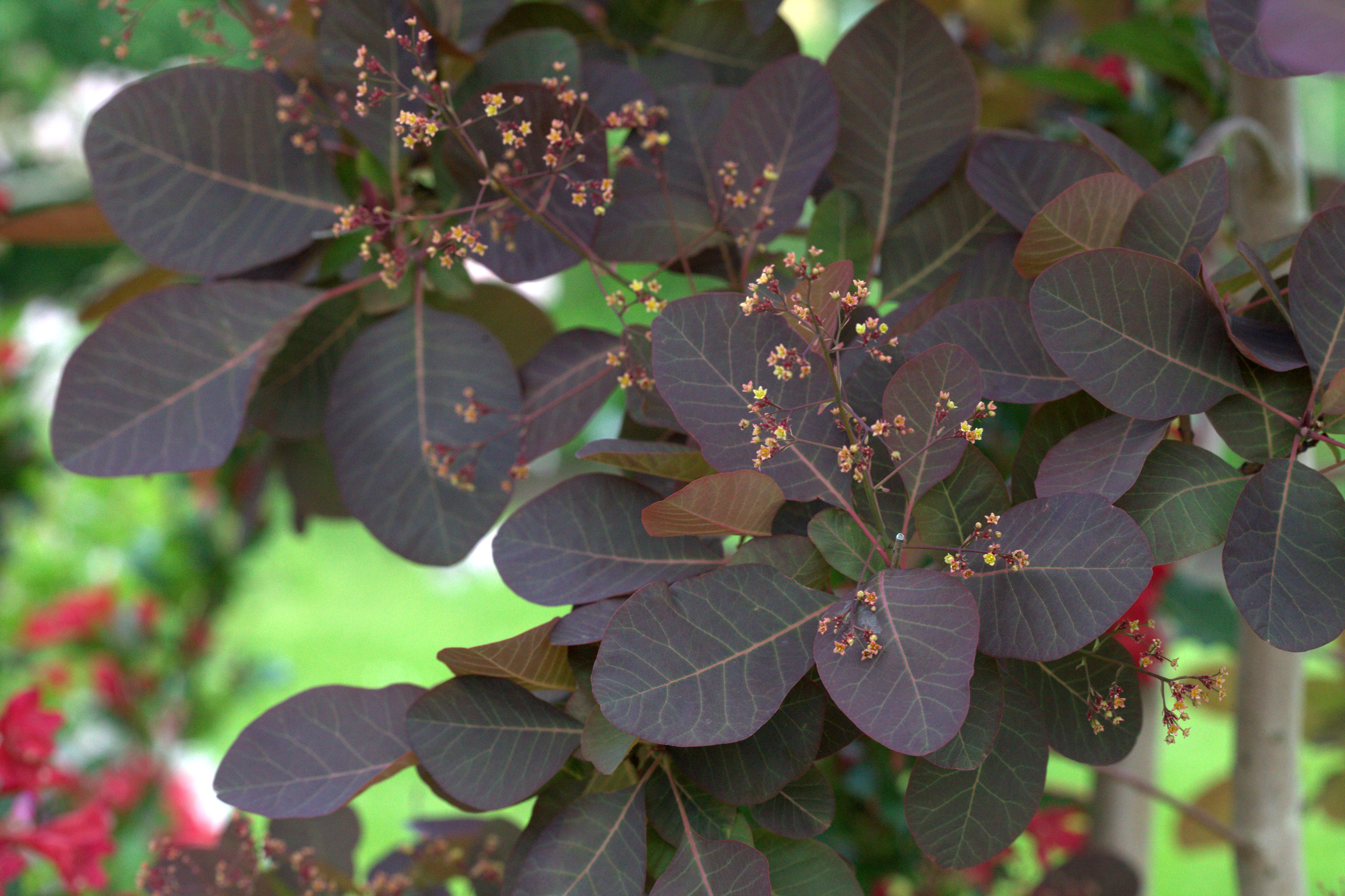
Cotinus hybr. 'Grace', kříženec C. coggygria a C. obovatus

## Pěstování a množení
Ruje nejlépe prospívají v teplé a výslunné poloze, kde se také nejvíce projeví jejich krásné podzimní zbarvení, mohou však růst i v polostínu. Na půdu nejsou náročné a spokojí se i s chudší. Nejlépe rostou v sušší půdě s obsahem vápníku. V tužších zimách mohou na nechráněném stanovišti namrznout, zpravidla však dobře regenerují.
Ruje se ve větším množství množí výsevem semen. Plody se sbírají v srpnu nebo září, nechají se oschnout, zbaví se chmýří a ihned se stratifikují. Někdy se semena před stratifikací máčejí na 20 až 40 minut v kyselině sírové. Na jaře se pak vysévají do studeného pařeniště nebo na chráněný záhon. Semenáčky dorostou prvním rokem výšky 15 až 50 cm. Pokud se plody sklidí před plnou zralostí, lze vysévat již na podzim. Výsevem lze množit i některé červenolisté kultivary. Okrasné kultivary se množí vegetativně kořenovými nebo zelenými řízky. Kořenové řízky se odebírají na podzim a založí se do truhlíků. Zelené řízky se odebírají v červnu v době, kdy výhon již ukončil růst a nejmladší listy ještě nejsou zcela vyvinuté. Po zaschnutí mléka se ošetří stimulátorem a píchají se do směsi rašeliny s pískem. Umístí se pod dvojité sklo nebo pod mlhovky. V menším množství lze také množit hřížením nebo odkopky.